# Deluxe Paint
Deluxe Paint, förkortat DPaint, är ett ritprogram utvecklat av Dan Silva för Electronic Arts. Programmet fick sitt största genomslag på Amiga-datorer, där det blev det mest sålda nyttoprogrammet av alla. Enstaka versioner fanns även för Apple IIGS, Atari ST och IBM PC. Den sista versionen, Deluxe Paint V, kom 1995.